# Михайловка (Казанський район)
Миха́йловка (рос. Михайловка) — присілок у складі Казанського району Тюменської області, Росія.
Населення — 64 особи (2010, 91 у 2002).
Національний склад станом на 2002 рік:
- росіяни — 96 %